# Élet a gorillák között (Így jártam anyátokkal)
Az Élet a gorillák között az Így jártam anyátokkal című televízió-sorozat első évadának tizenhetedik epizódja. Eredetileg 2006. március 20-án vetítették, míg Magyarországon 2008. október 24-én.
Ebben az epizódban Ted a távkapcsolat nehézségeivel szembesül, miközben Marshall személyisége megváltozik az új munkahelye miatt. 

## Cselekmény
Marshall elkezd dolgozni az AltruCell-nél, és hamar megtapasztalja, hogy a munkatársai igen utálatos fickók. Kicikizik, amiért Lily ebédet csinál neki, és folyamatosan képzelt szituációkban való döntésre próbálják rábírni, amiben jellemzően nők közül kell választani. Már az első nap után fel akar mondani, de Barney meggyőzi, hogy ezzel a munkával rengeteg pénzt kereshet, amire most nagy szükségük van. Azt tanácsolja neki, hogy ha nehézségei vannak, próbáljon meg beilleszkedni. Lily szerint ez nem jó ötlet, míg Marshall úgy véli, szeparálni tudja a munkahelyi és az otthoni énjét. Sikeresen illeszkedik be a többiek közé, viszont hamarosan otthon is elkezd fellengzős és bunkó lenni. Marshall rábeszéli Lilyt, hogy menjenek el egy karaoke bárba a munkatársaival, hogy adjon nekik egy esélyt. Lily egyáltalán nem érzi ott jól magát, és amikor Marshall a füle hallatára elfogad egy állást, úgy dönt, elmegy. Marshall végül rájön, hogy ostobán viselkedett, hiszen hiába a több pénz, már így is megvan mindenük, amit szeretnének. Végül a színpadon közösen eléneklik a kedvenc dalukat.
Eközben Ted a távkapcsolat nehézségeivel küzd. Míg Victoria több csomagot is küldött már neki, ő vissza még egyet sem. Mikor felhívja telefonon, véletlenül azt mondja, hogy már feladott egyet neki is. Robin segít rajta, amikor azt javasolja, hogy adjon postára egy csomagot, de a tetején egy 3 nappal korábbi New York Times-szal. Amikor Victoria felhívja őt megköszönni a csomagot, elalszik. Bűntudata miatt úgy dönt, Németországba utazik, de mielőtt megvenné a jegyet, kap egy e-mailt, amiben Victoria azt mondja neki, hogy aznap este beszélniük kell. Ted a legrosszabbat feltételezi: hogy szakítani akar vele. Hajnali 2-kor aztán nem Victoria hívja fel őt, hanem Robin, aki megkérdezi, nem-e lenne kedve átmenni hozzá...

## Kontinuitás
- Ebben az epizódban jelenik meg először Bilson és Gary Blauman, Barney nagypofájú kollégái.
- Marshall többször kifejtette, hogy környezetvédő ügyvéd szeretne lenni, a munkája viszont éppen ennek az ellentéte: egy környezetszennyező nagyvállalatnak dolgozik.
- Barney az előző epizódban kifejtett machinációival csalta Marshallt a céghez.

## Jövőbeli visszautalások
- Ted a következő részben ("Kettő után semmi jó nem történik") végül Robin lakásán köt ki.
- Amikor Marshall megkérdezi Barney-t, hogy mit dolgozik a cégnél,ő csak azt válaszolja: "Kérlek!". A későbbiek során valahányszor megkérdezik ezt tőle, mindig ezt válaszolja, és csak jóval később derül ki, miért is mondja ezt.
- A "Trilógiák" című részből derül ki, hogy Marshall a kollégiumi időkben döntötte el, hogy környezetvédő ügyvéd lesz. Ez a terve többször meghiúsul ("Én nem az a pasi vagyok", "Ordításlánc", "Természettörténet"), majd a "Robbanó húsgolyók" című részben felmond a Góliát Nemzeti Banknál, és "A meztelen igazság" című epizódtól végre a környezetvédelemnek élhet.
- Lily a "Természettörténet" című részben is megismétli, hogy ne a pénz legyen az elsődleges, ha Marshall álmairól van szó. Ez alól két kivétel van: az "Én nem az a pasi vagyok" című részben simán beleegyezik abba, hogy Marshall "eladja a lelkét" a hitelkártya-adósságok miatt, a "Robbanó húsgolyók" című epizódban pedig dühös lesz rá, mert a jól fizető állás felmondása után önkéntes gyakornoknak áll.

## Érdekességek
- Mikor Ted a bárban eszi a süteményeket, egyes kameraállásokból látható, hogy előtte van egy pohár tej, másokból pedig hiányzik.
- Victoria azt ígérte, hogy 11-kor hívja fel Tedet, így csak 3 órát kellett várnia a hívásra.

## Vendégszereplők
- Bryan Callen – Bilson
- Taran Killam – Gary Blauman
- Tyler Peterson – fiatal Marshall
- Ashley Williams – Victoria
- Diane Salinger – Dr. Aurelia Birnholz-Vazquez
- Gregor Manns – Karaoke DJ

## Zene
- AC/DC – Dirty Deeds Done Dirt Cheap
- Elton John & Kiki Dee – Don't Go Breaking My Heart